# دابل تویست
دابل تویست (به انگلیسی: doubleTwist) یک شرکت رسانه‌های دیجیتال است که توسط مونیک فارانتزوس و جان جوهانسن تأسیس شده‌است. این شرکت توسط شرکت‌های دیگر (اسکایپ، Last.FM)حمایت می‌شود.

## نرم‌افزار
نرم‌افزار دابل تویست به کاربران امکان ارسال عکس‌ها و فیلم را به دوستان خود و همگام کردن کتابخانه رسانه خود را می‌دهد و طیف گسترده‌ای از دستگاه‌های قابل حمل را پشتیبانی می‌کند.